# Nuno Barreto
Nuno Miguel Santos Barreto ComIH (Lisboa, 29 de abril de 1972) foi um velejador português.

## Carreira
Nuno Barreto representou seu país nos Jogos Olímpicos de 1996, 2000 e 2004 na qual conquistou uma medalha de bronze na classe 470.
A 4 de Janeiro de 2016 foi feito Comendador da Ordem do Infante D. Henrique.